# 第18回クリティクス・チョイス・アワード
第18回クリティクス・チョイス・アワードは2012年の映画を対象とした賞であり、授賞式は2013年1月10日にCWで放送された。
2012年12月11日にノミネートが発表された。

## ノミネート一覧

### 作品賞
- 『アルゴ』
  - 『ハッシュパピー 〜バスタブ島の少女〜』
  - 『ジャンゴ 繋がれざる者』
  - 『レ・ミゼラブル』
  - 『ライフ・オブ・パイ/トラと漂流した227日』
  - 『リンカーン』
  - 『ザ・マスター』
  - 『ムーンライズ・キングダム』
  - 『世界にひとつのプレイブック』
  - 『ゼロ・ダーク・サーティ』

### 主演男優賞
- ダニエル・デイ＝ルイス - 『リンカーン』 - エイブラハム・リンカーン'役
  - ブラッドリー・クーパー - 『世界にひとつのプレイブック』 - パット・ソリータ役
  - ジョン・ホークス - 『セッションズ』 - マーク・オブライエン役
  - ヒュー・ジャックマン - 『レ・ミゼラブル』 - ジャン・バルジャン役
  - ホアキン・フェニックス - 『ザ・マスター』 - フレディ・クウェル役
  - デンゼル・ワシントン - 『フライト』 - ウィリアム・"ウィップ"・ウィテカー役

### 主演女優賞
- ジェシカ・チャステイン - 『ゼロ・ダーク・サーティ』 - マーヤ役
  - マリオン・コティヤール - 『君と歩く世界』 - ステファニー役
  - ジェニファー・ローレンス - 『世界にひとつのプレイブック』 - ティファニー・マクスウェル役
  - エマニュエル・リヴァ - 『愛、アムール』 - アニー役
  - クヮヴェンジャネ・ウォレス - 『ハッシュパピー 〜バスタブ島の少女〜』 - ハッシュパピー役
  - ナオミ・ワッツ - 『インポッシブル』 - マリア役

### 助演男優賞
- フィリップ・シーモア・ホフマン - 『ザ・マスター』 - ランカスター・ドッド役
  - アラン・アーキン - 『アルゴ』 - レスター・シーゲル役
  - ハビエル・バルデム - 『007 スカイフォール』 - ラウル・シルヴァ役
  - ロバート・デ・ニーロ - 『世界にひとつのプレイブック』 - パット・ソリータ・シニア役
  - トミー・リー・ジョーンズ - 『リンカーン』 - タデウス・スティーブンス役
  - マシュー・マコノヒー - 『マジック・マイク』 - ダラス役

### 助演女優賞
- アン・ハサウェイ - 『レ・ミゼラブル』 - ファンティーヌ役
  - エイミー・アダムス - 『ザ・マスター』 - ペギー・ドッド役
  - ジュディ・デンチ - 『007 スカイフォール』 - M役
  - アン・ダウド - 『コンプライアンス 服従の心理』 - サンドラ役
  - サリー・フィールド - 『リンカーン』 - メアリー・トッド・リンカーン大統領夫人役
  - ヘレン・ハント - 『セッションズ』 - シェリル・コーエン＝グリーン役

### 若手俳優賞
- クヮヴェンジャネ・ウォレス - 『ハッシュパピー 〜バスタブ島の少女〜』 - ハッシュパピー役
  - エル・ファニング - 『ジンジャーの朝 〜さよなら、わたしが愛した世界』 - ジンジャー役
  - カーラ・ヘイワード - 『ムーンライズ・キングダム』 - スージー・ビショップ役
  - トム・ホランド - 『インポッシブル』 - ルーカス役
  - ローガン・ラーマン - 『ウォールフラワー』 - チャーリー役
  - スラジュ・シャルマ - 『ライフ・オブ・パイ/トラと漂流した227日』 - パイ役

### アンサンブル演技賞
- 『世界にひとつのプレイブック』
  - 『アルゴ』
  - 『マリーゴールド・ホテルで会いましょう』
  - 『レ・ミゼラブル』
  - 『リンカーン』
  - 『ムーンライズ・キングダム』

### 監督賞
- ベン・アフレック - 『アルゴ』
  - キャスリン・ビグロー - 『ゼロ・ダーク・サーティ』
  - トム・フーパー - 『レ・ミゼラブル』
  - アン・リー - 『ライフ・オブ・パイ/トラと漂流した227日』
  - デヴィッド・O・ラッセル - 『世界にひとつのプレイブック』
  - スティーヴン・スピルバーグ - 『リンカーン』

### オリジナル脚本賞
- クエンティン・タランティーノ - 『ジャンゴ 繋がれざる者』
  - ジョン・ゲイティンズ - 『フライト』
  - ライアン・ジョンソン - 『LOOPER/ルーパー』
  - ポール・トーマス・アンダーソン - 『ザ・マスター』
  - ウェス・アンダーソン & ロマン・コッポラ - 『ムーンライズ・キングダム』
  - マーク・ボール - 『ゼロ・ダーク・サーティ』

### 脚色賞
- トニー・クシュナー - 『リンカーン』
  - クリス・テリオ - 『アルゴ』
  - デヴィッド・マギー - 『ライフ・オブ・パイ/トラと漂流した227日』
  - スティーヴン・シュボースキー - 『ウォールフラワー』
  - デヴィッド・O・ラッセル - 『世界にひとつのプレイブック』

### 撮影賞
- クラウディオ・ミランダ - 『ライフ・オブ・パイ/トラと漂流した227日』
  - ヤヌス・カミンスキー - 『リンカーン』
  - ダニー・コーエン - 『レ・ミゼラブル』
  - ミハイ・マライメア・Jr - 『ザ・マスター』
  - ロジャー・ディーキンス - 『007 スカイフォール』

### 美術監督賞
- サラ・グリーンウッド（プロダクションデザイナー）、ケイティ・スペンサー（セットデコレーター） - 『アンナ・カレーニナ』
  - ダン・ヘナ（プロダクションデザイナー）、ラ・ヴィンセント&サイモン・ブライト（セットデコレーター） - 『ホビット 思いがけない冒険』
  - イヴ・スチュワート（プロダクションデザイナー）、アンナ・リンチ＝ロビンソン（セットデコレーター） - 『レ・ミゼラブル』
  - デヴィッド・グロップマン（プロダクションデザイナー）、アンナ・ピノック（セットデコレーター） - 『ライフ・オブ・パイ/トラと漂流した227日』
  - リック・カーター（プロダクションデザイナー）、ジム・エリクソン（セットデコレーター） - 『リンカーン』

### 編集賞
- ウィリアム・ゴールデンバーグ、ディラン・ティチェナー - 『ゼロ・ダーク・サーティ』
  - ウィリアム・ゴールデンバーグ - 『アルゴ』
  - メラニー・アン・オリヴァー、クリス・ディケンズ - 『レ・ミゼラブル』
  - ティム・スクワイアズ - 『ライフ・オブ・パイ/トラと漂流した227日』
  - マイケル・カーン - 『リンカーン』

### 衣裳デザイン賞
- ジャクリーヌ・デュラン - 『アンナ・カレーニナ』
  - キム・バレット、ピエール＝イヴ・ゲロー - 『クラウド アトラス』
  - ボブ・バック、アン・マスクレイ、リチャード・テイラー - 『ホビット 思いがけない冒険』
  - パコ・デルガード - 『レ・ミゼラブル』
  - ジョアンナ・ジョンストン - 『リンカーン』

### メイクアップ賞
- 『クラウド アトラス』
  - 『ホビット 思いがけない冒険』
  - 『レ・ミゼラブル』
  - 『リンカーン』

### 視覚効果賞
- 『ライフ・オブ・パイ/トラと漂流した227日』
  - 『アベンジャーズ』
  - 『クラウド アトラス』
  - 『ダークナイト ライジング』
  - 『ホビット 思いがけない冒険』

### アニメ映画賞
- 『シュガー・ラッシュ』
  - 『メリダとおそろしの森』
  - 『フランケンウィニー』
  - 『マダガスカル3』
  - 『パラノーマン ブライス・ホローの謎』
  - 『ガーディアンズ 伝説の勇者たち』

### アクション映画賞
- 『007 スカイフォール』
  - 『アベンジャーズ』
  - 『ダークナイト ライジング』
  - 『LOOPER/ルーパー』

### アクション映画男優賞
- ダニエル・クレイグ - 『007 スカイフォール』
  - クリスチャン・ベール - 『ダークナイト ライジング』
  - ロバート・ダウニー・Jr - 『アベンジャーズ』
  - ジョゼフ・ゴードン＝レヴィット - 『LOOPER/ルーパー』
  - ジェイク・ジレンホール - 『エンド・オブ・ウォッチ』

### アクション映画女優賞
- ジェニファー・ローレンス - 『ハンガー・ゲーム』
  - エミリー・ブラント - 『LOOPER/ルーパー』
  - ジーナ・カラーノ - 『エージェント・マロリー』
  - ジュディ・デンチ - 『007 スカイフォール』
  - アン・ハサウェイ - 『ダークナイト ライジング』

### コメディ映画賞
- 『世界にひとつのプレイブック』
  - 『バーニー/みんなが愛した殺人者』
  - 『テッド』
  - 『40歳からの家族ケーカク』
  - 『21ジャンプストリート』

### コメディ映画男優賞
- ブラッドリー・クーパー - 『世界にひとつのプレイブック』
  - ジャック・ブラック - 『バーニー/みんなが愛した殺人者』
  - ポール・ラッド - 『40歳からの家族ケーカク』
  - チャニング・テイタム - 『21ジャンプストリート』
  - マーク・ウォールバーグ - 『テッド』

### コメディ映画女優賞
- ジェニファー・ローレンス - 『世界にひとつのプレイブック』
  - ミラ・クニス - 『テッド』
  - シャーリー・マクレーン - 『バーニー/みんなが愛した殺人者』
  - レスリー・マン - 『40歳からの家族ケーカク』
  - レベル・ウィルソン - Pitch Perfect

### SFホラー映画賞
- 『LOOPER/ルーパー』
  - 『キャビン』
  - 『プロメテウス』

### 外国語映画賞
- 『愛、アムール』
  - 『最強のふたり』
  - 『ロイヤル・アフェア 愛と欲望の王宮』
  - 『君と歩く世界』

### ドキュメンタリー映画賞
- 『シュガーマン 奇跡に愛された男』
  - 『追いつめられて 〜アメリカ いじめの実態〜』
  - The Imposter
  - Queen of Versailles
  - The Central Park Five
  - West of Memphis

### 歌曲賞
- 「スカイフォール」 - 歌: アデル/作詞: アデル&ポール・エプワース - 『007 スカイフォール』
  - "For You" - 歌: キース・アーバン/作詞: モンティ・パウエル&キース・アーバン - 『ネイビーシールズ』
  - "Still Alive" - 歌: ポール・ウィリアムズ/歌: ポール・ウィリアムズ - Paul Williams Still Alive
  - 「サドゥンリー」 - 歌: ヒュー・ジャックマン/作詞 クロード＝ミシェル・シェーンベルク&アラン・ブーブリル&ハーバート・クレッツマー - 『レ・ミゼラブル』
  - 「ラーン・ミー・ライト」 - 歌: バーディー with マムフォード・アンド・サンズ/作詞: マムフォード・アンド・サンズ - 『メリダとおそろしの森』

### 作曲賞
- ジョン・ウィリアムズ - 『リンカーン』
  - アレクサンドル・デスプラ - 『アルゴ』
  - マイケル・ダナ - 『ライフ・オブ・パイ/トラと漂流した227日』
  - ジョニー・グリーンウッド - 『ザ・マスター』
  - アレクサンドル・デスプラ - 『ムーンライズ・キングダム』